# هوبير هاريسون (كاتب)
هوبير هنري هاريسون (بالإنجليزية: Hubert Harrison)‏ (27 أبريل 1883 - 17 ديسمبر 1927) كاتب وخطيب ومثقِّف وناقد أمريكي وناشط سياسي واعٍ في القضايا العرقية والطبقية، وأمميّ راديكالي مقيم في هارلم، نيويورك. وصفه الناشط فيليب راندولف بأنه «أبو الراديكالية في هارلم» ووصفه المؤرخ جويل أغسطس روجرز بأنه «المفكر الأفريقي الأمريكي الأبرز في عصره». ولقّبه جون جاكسون من منظمة الملحدين الأمريكيين باسم «سقراط الأسود».
هاجر هاريسون من سانت كروا في سن السابعة عشرة، وأدّى أدوارًا مهمة في أكبر الحركات الطبقية والعرقية الراديكالية في الولايات المتحدة. في الفترة بين عامي 1912-1914 كان المنظم الأسود الرائد في الحزب الاشتراكي الأمريكي. في عام 1917 أسس رابطة الحرية و ذا فويس، وهما أول منظمة وأول صحيفة لحركة «الزنجي الجديد» الواعية عرقيًا. من رابطة الحرية وصحيفة فويس انبثقت القيادة الأساسية للأفراد وبرنامج حركة غارفي الواعي عرقيًا.
كان هاريسون مفكرًا مؤثرًا ومبدعًا شجّع على تطوير الوعي الطبقي بين العاملين، والوعي العرقي الإيجابي بين السود، واللاأدرية الإلحادية، والإنسانية العلمانية، والتقدمية الاجتماعية، والفكر الحر. وكان أيضًا «أمميًا راديكاليًا» كما يصف نفسه، وساهم مساهمة كبيرة في التقاليد الراديكالية الكاريبية. أثر هاريسون بعمق في جيل من مقاتلي حركة «الزنجي الجديد»، من ضمنهم فيليب راندولف وتشاندلر أوين وماركوس غارفي وريتشارد بنجامين مور وويلفريد دومينغو وويليانا بوروز وسيريل بريغز.

## نشأته
والدة هوبير، سيسيليا إليزابيث هينز، امرأة من الطبقة العاملة، في مزرعة كونكورديا، سانت كروا، الهند الغربية الدنماركية. أما والده البيولوجي، أدولفوس هاريسون، فوُلد مستعبدًا. تقول إحدى الراويات من عشرينيات القرن العشرين أن والد هاريسون امتلك عقارًا كبيرًا. ومع ذلك، لم يكتشف كاتب سيرة هاريسون حيازته لأي أرض ويكتب أنه «لا يوجد ما يشير إلى أن أدولفوس -وهو عامل طوال حياته- امتلك يومًا أرضًا أو حتى استأجرها». عندما كان هاريسون شابًا، تجرّع مرارة الفقر ولكنه اطلع أيضًا على العادات الأفريقية وتاريخ شعب سانت كروا الغني بالنضالات الجماهيرية المباشرة. من بين زملائه في المدرسة كان صديق حياته، زعيم العمال المستقبلي في سانت كروا والناشط الاجتماعي، هاميلتون جاكسون.
في وقت لاحق من حياته، عمل هاريسون مع العديد من الناشطين المولودين في الجزر العذراء، من ضمنهم جيمس كانيغاتا وأنسيلمو جاكسون وروتشيلد فرانسيس وإليزابيث هندريكسون وكاسبر هولشتاين وفرانك رودولف كروسويث. كان نشطًا بشكل خاص في قضايا الجزر العذراء بعد شراء الولايات المتحدة للجزر العذراء في مارس 1917، والانتهاكات اللاحقة في ظل الاحتلال البحري الأمريكي للجزر.

## هجرته وتعليمه
جاء هاريسون إلى نيويورك في عام 1900 يتيمًا يبلغ من العمر 17 عامًا وعاش مع أخته الكبرى. واجه اضطهادًا عرقيًا لم يعرف له مثيلًا من قبل، إذ كانت الولايات المتحدة وحدها التي تميّز بين السكان على أساس اللون، في حين كانت العلاقات الاجتماعية أكثر مرونة في منطقة البحر الكاريبي. شعر هاريسون بالصدمة من التفوق الأبيض الفتّاك الذي تجسّد في عمليات الإعدام دون محاكمة التي وصلت إلى ذروتها في هذه السنوات في الجنوب. كانت رعبًا لم تشهده سانت كروا أو أي من جزر الكاريبي الأخرى. بالإضافة إلى ذلك، أتاح تفوق السود والملونين على البيض في العدد في معظم الأماكن، المزيد من المساحات الاجتماعية ليعملوا فيها بعيدًا عن أنظار البيض.
في البداية، عمل هاريسون في وظائف خدمية منخفضة الأجر، بينما ارتاد المدرسة الثانوية ليلًا. واصل هاريسون الدراسة بالتعلم الذاتي لبقية حياته. بينما كان لا يزال في المدرسة الثانوية، اشتُهر بملَكته الفكرية. ووُصف بأنه «عبقري» في ذا ورلد، إحدى الصحف اليومية في نيويورك. في سن العشرين، نُشرت له رسالة سابقة في صحيفة نيويورك تايمز عام 1903. أصبح مواطنًا أمريكيًا وعاش في الولايات المتحدة بقية حياته.

## زواجه وأسرته
في عام 1909 تزوج هاريسون آيرين لويس هورتون، وأنجبا أربع بنات وصبيًّا واحدًا.

## حياته المهنية
في عقده الأول في نيويورك، بدأ هاريسون بكتابة الرسائل إلى محرر صحيفة نيويورك تايمز حول مواضيع مثل الإعدام دون محاكمة ونظرية التطور لتشارلز داروين والنقد الأدبي. بدأ أيضًا إلقاء المحاضرات حول مواضيع مثل شعر باول لورانس دانبار وعصر إعادة الإعمار. تضمنت جهوده المدنية عمله في قاعة سانت بينديكت (إلى جانب أرتورو شومبرغ المولع بالقراءة من بورتوريكو والصحفي جون بروس والناشط صمويل دنكان)؛ وقاعة سانت مارك (مع جورج يونغ المولع بالقراءة والمثقِّف الناشط جون دوثا جونز والممثل الناشط تشارلز بوروز)؛ وبيت الوردة البيضاء (مع المثقِّفة الناشطة فرانسيس رينولدز كيسير) وجمعية الشبان المسيحيين الملونة.
أصبح هاريسون في هذه الفترة مهتمًا أيضًا بحركة الفكر الحر التي شجعت استخدام المنهج العلمي والتجريب والعقل لحل المشاكل بدلًا من الدوغماتية الإلهية. ارتدّ عن المسيحية وأصبح ملحدًا لا أدريًا مثل توماس هكسلي، أحد المؤثّرين فيه. وضعت نظرةُ هاريسون الجديدة للعالم الإنسانيةَ -وليس الإله- في مركزه (الإنسانية العلمانية).
حذا هاريسون حذو هكسلي في معاداة الألوهية والإيمان الديني لبقية حياته. ندّد بالكتاب المقدس باعتباره كتابًا لأسياد العبيد (العبودية في الكتاب المقدس)، وقال إن المسيحيين السود بحاجة إلى اختبار عقولهم، ورفضَ تمجيد «إله ناصع البياض» و «يسوع جيم كرو». رفض الشعار المعروف «خذ العالم، لكن أعطني يسوع»، قائلًا إنه شرّع العنصرية والتمييز ضد السود. وقال أيضًا إنه يفضل الذهاب إلى الجحيم على الجنة لأن الشيطان وأتباعه سود بينما الله ويسوع والملائكة بيض. قدم هاريسون باستمرار انتقادات لاذعة لكل من الكتاب المقدس ووجود الله في تعليقه الاجتماعي والسياسي. غضب الألوهيون من كفره الصريح، وغالبًا ما أثاروا أعمال الشغب في أثناء محاضراته وخطاباته العامة. في إحدى هذه الحوادث، نزع هاريسون السلاح من متطرف ديني هاجمه بعتلة وطارده. اعتقل شرطي هاريسون بتهمة الاعتداء، وترك المعتدي يهرب. وجد القاضي أن هاريسون بريء لأنه كان في حالة من الدفاع عن النفس وأنّب الضابط لاحتجازه الشخص الخطأ. كان هاريسون يدافع في حدثه عن تحديد النسل، وينتقد الكنائس لتعزيزها العنصرية والخرافة والجهل والفقر.
كان هاريسون مدافعًا صلبًا عن الفصل بين الكنيسة والدولة، وفرض الضرائب على المنظمات الدينية، وتدريس نظرية التطور في المدارس. قال إن القوقازيين كانوا أكثر شبهًا بالقردة من السود، إذ لديهم شعر مسترسل وبشرة فاتحة. وقال قوله الشهير: «أرني شعبًا شديد التديّن، وسأثبت لك أنه شعب خانع، راضٍ بالسياط والسلاسل، بالإذلال والمشنقة، ساكت على أكل خبز الحزن وشرب مياه الأسى».
في عام 1907 حصل هاريسون على وظيفة في مكتب البريد الأمريكي.
كان هاريسون مؤيدًا سبّاقًا لفلسفات دو بويز وويليام مونرو توتر الاحتجاجية. أصبح هاريسون -خاصة بعد قضية براونزفيل- منتقدًا صريحًا للرئيسين ثيودور روزفلت وويليام هوارد تافت والحزب الجمهوري.
انتقد أيضًا الزعيم الأسود البارز بوكر واشنطن، معتبرًا أن فلسفته السياسية خاضعة. في عام 1910 كتب هاريسون رسالتين إلى صحيفة نيويورك صن تنتقدان تصريحات واشنطن. خسر هاريسون وظيفته في البريد بمساعي «آلة توسكيجي» ذات النفوذ -التي أسسها واشنطن- في الأحداث التي شارك فيها الجمهوري الأسود البارز تشارلز أندرسون ومساعد واشنطن إيميت سكوت ومدير مكتب بريد نيويورك إدوارد مورغان.